# Šetići (gmina Rogatica)
Šetići (cyr. Шетићи) – wieś w Bośni i Hercegowinie, w Republice Serbskiej, w gminie Rogatica. W 2013 roku liczyła 24 mieszkańców.